# Proyecto Petrel S.A.
Proyecto Petrel es un fabricante argentino de aeronaves ligeras. Fundada en 2005, produce en la localidad bonaerense de Gowland, aeronaves de las clases VLA (Very Light Aircraft) LSA (Light Sport Aircraft) y MP (MultiPropósito). Sus productos son utilizados para vuelos de instrucción, fumigación aérea, y vuelos deportivos, entre otras aplicaciones.
Es el único fabricante argentino de aeronaves para instrucción que diseña y produce sus productos íntegramente en el país. Sus aeronaves están certificadas bajo normas de la FAA estadounidense y la Agencia Europea de Seguridad Aérea, por la ANAC argentina.
Su planta de producción cuenta con 10.000 metros cuadrados y una pista propia, con la identificación LAD 5398.

## Historia

### Desarrollo del ITBA
Previo a la fundación de la compañía, en el año 2003, alumnos del instituto ITBA de Buenos Aires desarrollaron, en conjunto con docentes y profesionales de las ingenierías mecánica, industrial, electrónica y petróleo, una aeronave biplaza útil tanto para vuelos de instrucción como para vuelos deportivos. Este proyecto sería financiado por Petrel, estando la compañía a cargo de la producción y comercialización de las aeronaves. Las patentes emergentes son propiedad del instituto.

### Inicios
Petrel fue fundada en 2005 por dos pilotos retirados de la Fuerza Aérea Argentina y un ingeniero. Avanzó en el desarrollo de los diseños, logrando la certificación por parte de la ANAC bajo normas EASA VLA (Very Light Aircraft-Avión Muy Liviano).  Denunció un favorecimiento a la importación de aeronaves en Argentina, en detrimento de la producción en el país.

### Exportaciones
En 2020, Petrel anunció que una compañía colombiana de fumigación aérea le compraría 8 aeronaves, a entregar en los siguientes dos años. Asimismo, se encuentra negociando con posibles clientes de otros países de América Latina

### Cierre en 2020
| Petrel S.A.     | Twitter |
| @petrel_fabrica |         |

             Hola @alferdez somos la PYME Petrel, íbamos a exportar 8 aviones a Colombia y lograr un récord. Ahora no pasamos 6 meses del 2020 y ya cerramos la fábrica, otro récord. @ANACargentina nos fundió. Nosotros perecemos este 25 de Mayo, pero la Patria, JAMÁS perecerá. Viva Argentina!
         

        25 de mayo de 2020

En mayo de 2020, durante la pandemia por Covid-19, y a causa de la cuarentena dictada por el gobierno argentino, la Petrel anunció su cierre permanente luego de dos meses de inactividad, ya que la autoridad aeronáutica (ANAC) no le permitiría realizar los vuelos de prueba necesarios para la certificación de las aeronaves, algo fundamental para exportar las mismas. Tampoco se le permitirían vuelos de mantenimiento para aviones reconstruidos, ni de investigación y desarrollo.
Previamente, y desde el mes de abril, la compañía había advertido al gobierno de sus dificultades ante la imposibilidad de abrir su planta de producción y encontrarse incumpliendo la fecha de entrega de su primer exportación.
En ese momento, la ANAC informó que no permitiría las pruebas debido a deficiencias graves para la seguridad.

### Reapertura en 2020
En julio de 2020, la compañía anunció su reapertura, además de un convenio de I+D con la Universidad Nacional de La Plata para el desarrollo de un avión impulsado por energía eléctrica.

## Aeronaves producidas
Petrel comercializa distintos modelos, que se caracterizan por un bajo costo operacional:
- Petrel 912i VLA (Very Light Aircraft)
- Petrel 912i LSA (Light Sport Aircraft)
- Petrel 912 MP (Multipropósito)

Los modelos VLA, LSA y MP tienen la misma estructura, pero se distinguen en la aviónica y los motores. Se encuentran certificados por las normas internacionales CS-VLA.